# Joël Pyrène
Pour les articles homonymes, voir Pyrène.
Joël Pyrène est un acteur français né le 25 septembre 1950 à Angoulême en Charente.

## Filmographie

### Cinéma
- 2006 : Nos jours heureux d'Éric Toledano et Olivier Nakache : Achille, le chauffeur
- 2008 : Donne-moi la main de Pascal-Alex Vincent
- 2008 : Les Hauts Murs de Christian Faure : Boutard
- 2008 : Vilaine de Jean-Patrick Benes et Allan Mauduit
- 2009 : Tellement proches d'Éric Toledano et Olivier Nakache
- 2010 : Le Bal de la Saint-Jean de Francisco Athié : Lausel
- 2012 : Ici-bas de Jean-Pierre Denis : le sacristain
- 2013 : Alceste à bicyclette de Philippe Le Guay : le chirurgien

### Court-métrage
- 2004 : Un jour sans de Luc Wouters
- 2006 : Paul de Philippe Uchan
- 2006 : Costume vide de Pascal Guérin
- 2006 : Revenante de Hubert Attal
- 2008 : La Copie de Coralie de Nicolas Engel
- 2009 : L'Envol de l'émeraude de Frans Boyer
- 2009 : L'Homme à la Gordini de Jean-Christophe Lie
- 2010 : À la folie de Kévin Balester et Yoann Luis
- 2012 : Back Home de Marie Charnal
- 2013 : Je m'appelle Pierre de Frans Boyer
- 2021 : La légende des seigneurs assassins de Thierry Mauvignier

### Télévision
- 2004 : SOS 18, épisode Droit de mort d'Alain Krief
- 2004 : Père et Maire, épisode Une deuxième vie réalisé par Régis Musset
- 2005 : Père et Maire, épisode L'ami perdu réalisé par Laurent Lévy
- 2005 : Père et Maire, épisode Votez pour moi réalisé par Olivier Guignard
- 2006 : Foudre de Stéphane Meunier
- 2006 : Père et Maire, épisode 17 Nicolas réalisé par Pascal Heylbroeck
- 2006 : SOS 18 de Bruno Garcia
- 2007 : Section de recherches, épisode L'étoile filante : un pécheur
- 2008 : L'École du pouvoir, mini-série de Raoul Peck
- 2008 : Adrien de Pascale Bailly
- 2009 : Cartouche, le brigand magnifique, mini-série d'Henri Helman
- 2009 : Mourir d'aimer de Josée Dayan
- 2009 : Famille d'accueil d'Alain Wermus
- 2009 : Cœur Océan de Alexis Charrier, saison 4
- 2010 : Sable noir (Légende sang) de Julien Seri
- 2010 : Merci papa, merci maman de Vincent Giovanni
- 2010 : Louis XI, le pouvoir fracassé d'Henri Helman
- 2010 : Accident de parcours de Patrick Volson
- 2010 : Section de recherches épisode Rescapé réalisé par Gérard Marx : un routier
- 2010 : Nicolas le Floch, épisode Le grand veneur réalisé par Nicolas Picard-Dreyfuss
- 2011 : Roland et Claude de Laurent Firode
- 2013 : Origines de Jerome Navarro
- 2013 : Hôtel de la plage de Christian Merret-Palmair
- 2015 : Pierre Brossolette : le gardien de prison
- 2018 : Né sous silence de Thierry Binisti : le chauffeur de taxi

## Participations
- 2021 : La légende de Thierry Mauvignier[1], réalisé par Dylan Besseau, documentaire